# 1692 год в науке
В 1692 году произошли различные научные и технологические события, некоторые из которых представлены ниже.

## События
- Христиан Гюйгенс провёл первое исследование трактрисы, которую называл «трактория»[1].

## Публикации
- Посмертно издан труд Томаса Сиденхема «Процесс излечения» (Processus integri).

## Родились
См. также: Категория:Родившиеся в 1692 году
- 22 апреля — Джеймс Стирлинг (умер в 1770 году), шотландский математик.

## Скончались
См. также: Категория:Умершие в 1692 году
- 19 января — Ян Коммелин (род. в 1654 году), английский ботаник.
- (? возможно, 1680 год) — Джон Банистер (род. в 1629 году), голландский ботаник.